# 土耳其日报
《土耳其日报》（土耳其語：Türkiye）是伊赫拉斯控股公司旗下的报刊。
该报由Enver Ören于1970年成立，当时名为“真相”（土耳其語：Hakikat），1972年更名为“土耳其日报”。1985年发行量达11.9万份，1989年达30万份。著名的贡献者有拉赫梅尔。
《土耳其日报》的母公司伊赫拉斯新闻于2010年在伊斯坦布尔证券交易所上市（伊赫拉斯新闻持股33%，其余由伊赫拉斯控股所有）。